# Le Balcon de la mort
Le Balcon de la mort est un film muet français réalisé par Gaston Leprieur, sorti en 1917.

## Fiche technique
- Titre : Le Balcon de la mort
- Réalisation : Gaston Leprieur
- Scénario : avec la collaboration de Arthur Bernède[1]
- Société de distribution : Les Films Louis Aubert
- Pays de production :  France
- Langue : film muet avec les intertitres en français
- Format : Noir et blanc — 35 mm — 1,33:1 — Muet
- Métrage :
- Genre : Comédie
- Durée : 9 minutes et 20 secondes
- Dates de sortie : 
  - France : 23 février 1917

## Distribution
- Rachel Devirys
- Jean Aymé
- Léon Bernard